# Entalinidae
Famille
Sous-familles de rang inférieur
- Bathoxiphinae
- Entalininae
- Heteroschismoidinae

Les Entalinidae sont une famille de mollusques scaphopodes marins de l'ordre des Gadilida et du sous-ordre des Entalimorpha.

## Liste des genres
Selon BioLib (25 novembre 2018) :
- Bathoxiphus Pilsbry & Sharp, 1897
- Costentalina S. D. Chistikov, 1982
- Entalina Monterosato, 1872
- Entalinopsis Habe, 1957
- Heteroschismoides Ludbrook in Knight et al., 1960
- Pertusiconcha S. D. Chistikov, 1982
- Rhomboxiphus S. D. Chistikov, 1983
- Solenoxiphus S. D. Chistikov, 1983
- Spadentalina T. Habe, 1963

### Publication originale
- (en) Chistikov S.D. 1979. Phylogenetic relations of the Scaphopoda, in Likharev I.M. (ed.), Molliuski, osnovnye rezul’taty ikh izucheniia [= Molluscs, Main Results of their Study]. Vsesojuznoe soveskhdunie po izucheniju molljuskov, 6. Akademiia Nauka, Leningrad: 20–22 (en russe).